# Polycentropus acinaciformis
Polycentropus acinaciformis – gatunek chruścika z rodziny przyocznicowatych i podrodziny Polycentropodinae.
Gatunek ten opisany został po raz pierwszy w 2011 roku przez Stevena W. Hamiltona i Ralpha W. Holzenthala na łamach „ZooKeys”. Jako lokalizację typową wskazano Capão da Mata w Serra do Cipó w brazylijskim stanie Minas Gerais. Epitet gatunkowy oznacza po łacinie „bułatokształtny”.
Chruścik o brązowym ciele i odnóżach. Skrzydło przednie osiąga 6,5 mm długości. Ubarwienie skrzydła jest brązowe. Odwłok samca ma szerokie, prawie trójkątne w widoku bocznym, a w widoku brzusznym nieco trapezowate ze słabo przewężonymi pośrodku bokami oraz płytko wklęśniętym brzegiem tylnym dziewiąte sternum. Nie występuje przysadka pośrednia. Przysadka preanalna ma bardzo długi, pośrodku najszerszy i u szczytu wąsko-zaostrzony wyrostek mezolateralny połączony wąsko podstawą z doogonowo-brzusznie skierowanym, palcowatym wyrostkiem mezowentralnym tejże przysadki. Przysadka dolna jest w widoku brzusznym szeroka u podstawy i dalej wysmuklona, opatrzona zaostrzonym kolcem kaudalnomezalnym, a w widoku bocznym krótka, kwadratowa, o bardzo niskiej i od góry prostej flance grzbietowo-bocznej oraz pozbawiona kolca mezowentralnego. Przeciętnie długa fallobaza ma wąski wyrostek wierzchołkowo-brzuszny o jednym szczycie, szeroki w widoku grzbietowym skleryt fallotremy oraz szerokie i zakończone parą haczyków pasmo zesklerotyzowane endoteki. Skleryt subfalliczny jest nieobecny.
Owad neotropikalny, endemiczny dla Brazylii.